# Contratto per uccidere
Contratto per uccidere (diffuso anche col titolo "Contratto per uccidere" di Ernest Hemingway) è un film neo-noir del 1964 diretto da Don Siegel. Si tratta del secondo adattamento del racconto di Ernest Hemingway "Gli uccisori" dopo I gangsters del 1946, la cui regia fu inizialmente proposta proprio a Siegel, ma in seguito affidata a Robert Siodmak.
La versione di Don Siegel era destinata a essere il primo film Tv della storia, ma la NBC la giudicò troppo violenta per la messa in onda e la Universal la distribuì invece nel circuito cinematografico. Nel cast figurano Lee Marvin e Ronald Reagan, qui nella sua ultima interpretazione prima di entrare in politica.

## Trama
Charlie e Lee sono assassini professionisti ai quali è stato assegnato il compito di uccidere l'ex-pilota di auto da corsa Johnny North, che lavora adesso come insegnante in una scuola per ciechi. Sebbene avvisato, invece di fuggire, l'uomo consente ai due di ucciderlo. Trascorso del tempo, Charlie, il più vecchio dei due, non è convinto di quanto successo. È strano che North non abbia cercato di salvarsi da morte certa; altra cosa strana è che si vocifera che abbia preso parte ad una rapina il cui bottino non è mai stato trovato. Il fatto che l'assassinio di North sia stato commissionato in modo anonimo non fa che accrescere la loro curiosità. Charlie e Lee decidono dunque di far visita alle persone che conoscevano North per scoprire la verità.
Il primo ad essere trovato e interrogato è il meccanico e miglior amico di North, Earl Sylvester. L'uomo racconta della sua relazione sentimentale con Sheila Farr, un'affascinante mantenuta, legata al malvivente Jack Browning; ed infine rievoca il pauroso incidente che costrinse North a ritirarsi dalle corse dei professionisti, per un problema alla vista.
Il secondo ad essere interrogato è Mickey Farmer. Faceva parte del gruppo di partecipanti alla rapina ad un furgone portavalori, assieme a Jack Browning, l'ideatore del colpo; a George Flemming, Sheila Farr e allo stesso North. Racconta di come Sheila riuscì ad arruolare North, finito a bazzicare le squallide corse di provincia, come autista del colpo. Narra poi della meticolosa preparazione del colpo; della crescente gelosia di Browning; dell'esecuzione della rapina e, infine, di come finì: North buggerò tutti, colpendo Browning a tradimento e scappando col maloppo.
Il terzo a parlare è lo stesso Jack Browning. Sostiene di non essere lui il mandante dell'omicidio di North; e dà ai due sicari i contatti di Sheila.
Charle e Lee vanno dunque a trovare la ragazza, a sorpresa; la minacciano e lei confessa. North aveva saputo da Sheila che dopo la rapina Browning l'avrebbe ucciso e così i due avevano architettato il contro-colpo: North avrebbe messo Browning fuori combattimento, avrebbe preso i soldi e sarebbe poi scappato con l'amata Sheila. Ma fatto tutto questo, North scopre che Sheila ha fatto il doppio gioco e ha condotto al loro nascondiglio Browning: questi prende i soldi, spara a North ma non lo colpisce mortalmente e va via con la ragazza. Tempo dopo, avendo scoperto dove North si era rifugiato, Browning assolda i due sicari per farlo fuori.
Charlie e Lee decidono allora di tornare da Browning per gli ultimi chiarimenti, ma all'uscita dall'albergo di Sheila, Browning stesso spara contro i due sicari con un fucile di precisione e uccide Lee. Charlie, gravemente ferito, raggiunge Browning e Sheila nella loro abitazione e li uccide mentre si preparavano a fuggire coi soldi del colpo. Ma non riesce ad arrivare all'auto, cadendo senza vita a terra.

## Cast
- Lee Marvin ricevette il BAFTA Award per il miglior attore  nel 1965 per questo ruolo.
- Per il ruolo di Johnny North vennero considerati in un primo tempo Steve McQueen e George Peppard.
- Ronald Reagan, secondo l'autobiografia di Kirk Douglas, odiava il film per la scena in cui schiaffeggia la Dickinson che, a suo parere, avrebbe influito negativamente sui suoi elettori.
- L'attrice Virginia Christine aveva già recitato in I gangsters, prima trasposizione su pellicola del romanzo.